# Huis Van Meerten
Huis van Meerten is een Nederlands museum gevestigd in het voormalig woonhuis van de kunst- en antiekverzamelaar Lambert van Meerten te Delft. Het huis in neorenaissance-stijl staat aan de Oude Delft 199. Van Meerten liet het huis met de naam 'Oud Holland' in 1893 bouwen naar een ontwerp van zijn vrienden Adolf le Comte en Jan Schouten. Veel bouwelementen van het huis kwamen uit de verzameling van Lambert.
Van Meerten wilde na zijn dood het huis schenken aan de stad Delft op voorwaarde dat het een museum werd. Maar drie jaar voor zijn dood ging hij failliet. Na zijn faillissement werd de Vereniging Huis Lambert van Meerten opgericht door Adolf le Comte en Jan Schouten. De vereniging had als doel het door Van Meerten beoogde museum alsnog te realiseren. Tijdens de openbare veiling kocht de stichting het huis en een groot deel van de inboedel. In 1907 droeg de stichting het huis met inboedel over aan de stad Delft.
Op 16 oktober 1909 opende het museum voor het eerst zijn deuren voor het publiek. Op dat moment was Adolf le Comte directeur. Later werd hij opgevolgd door Ida Peelen. Zij zorgde er onder meer voor dat in 1920 de omvangrijke tegelverzameling van Jan Schouten aan de collectie werd toegevoegd.
De collectie bestond uit een historische collectie Delfts aardewerk, Hollandse tegels, Chinees porselein en zogenaamde 'bouwfragmenten'.
Museum Lambert van Meerten trok jaarlijks ongeveer 18.500 bezoekers.
In 2013 werd het museum gesloten. De collectie ging op in museum Prinsenhof. Het pand werd in 2016 verworven door de Vereniging Hendrick de Keyser, die het in juli 2020 voor het publiek heeft opengesteld als museumhuis.
Enkele interieuronderdelen uit de oorspronkelijke inboedel, die in het bezit waren gekomen van de Rijksdienst voor het Cultureel Erfgoed, zijn eind 2020 weer in het huis teruggeplaatst.

## Galerij

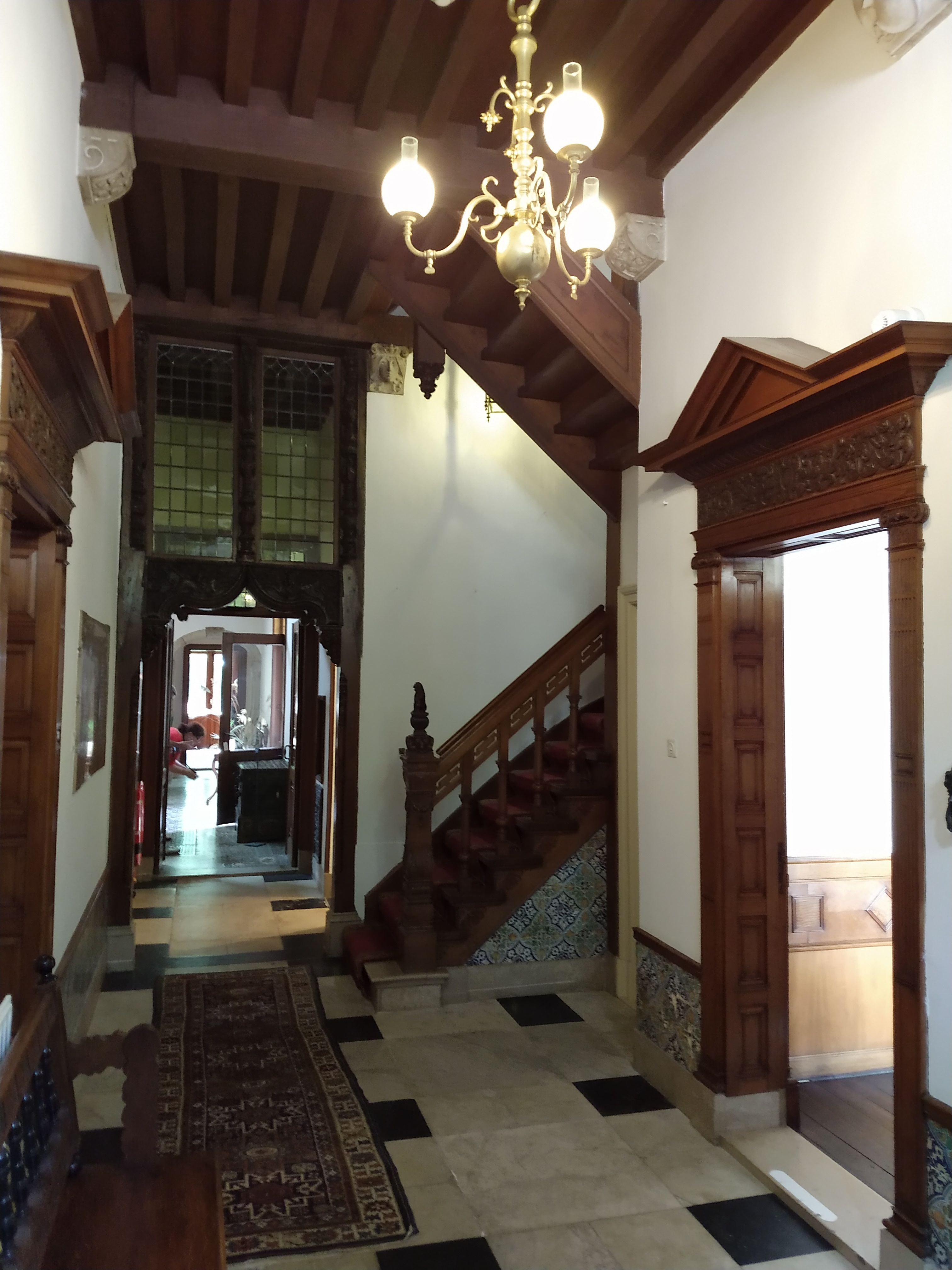
De entreehal
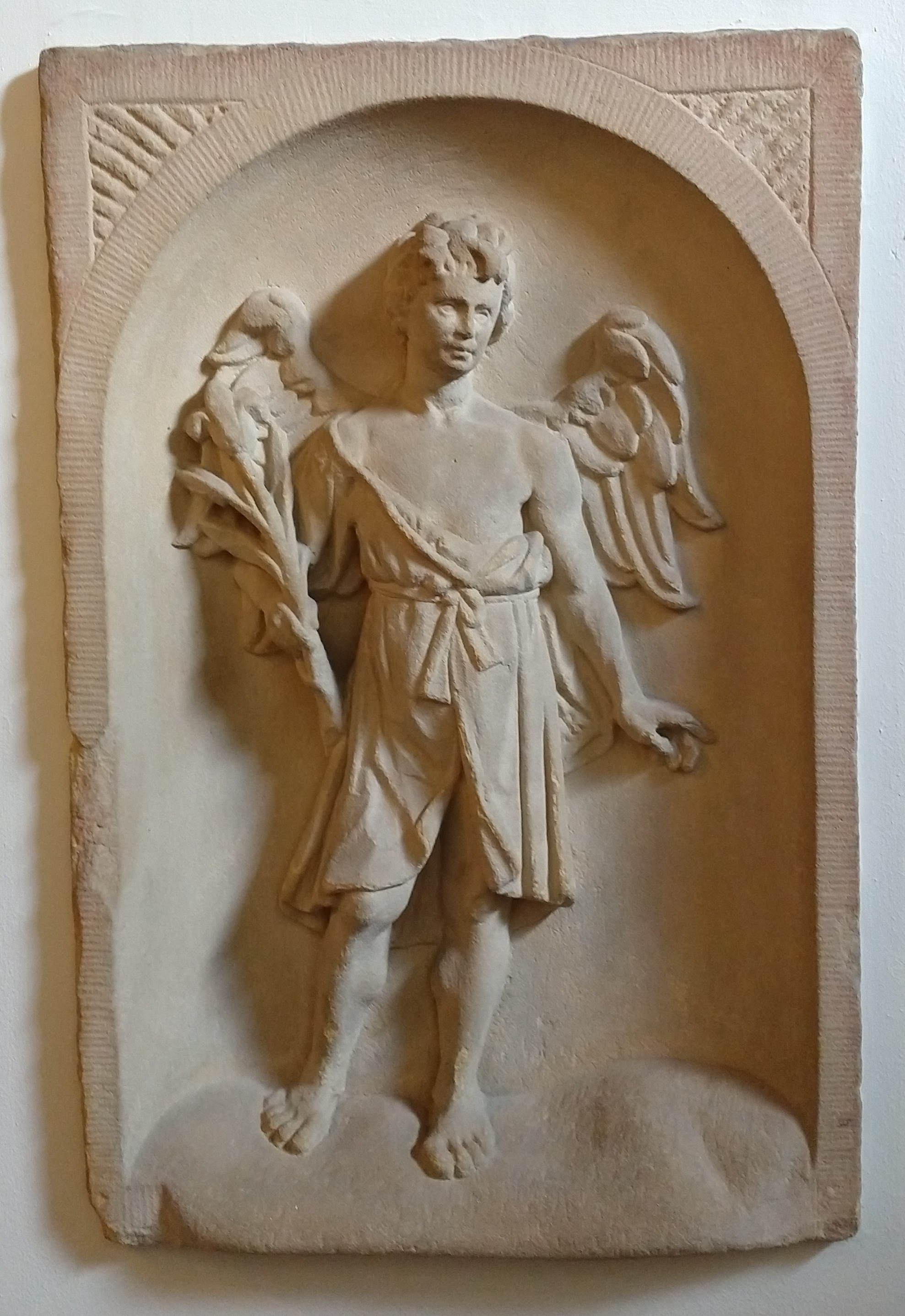
Een van de oude bouwfragmenten in het huis
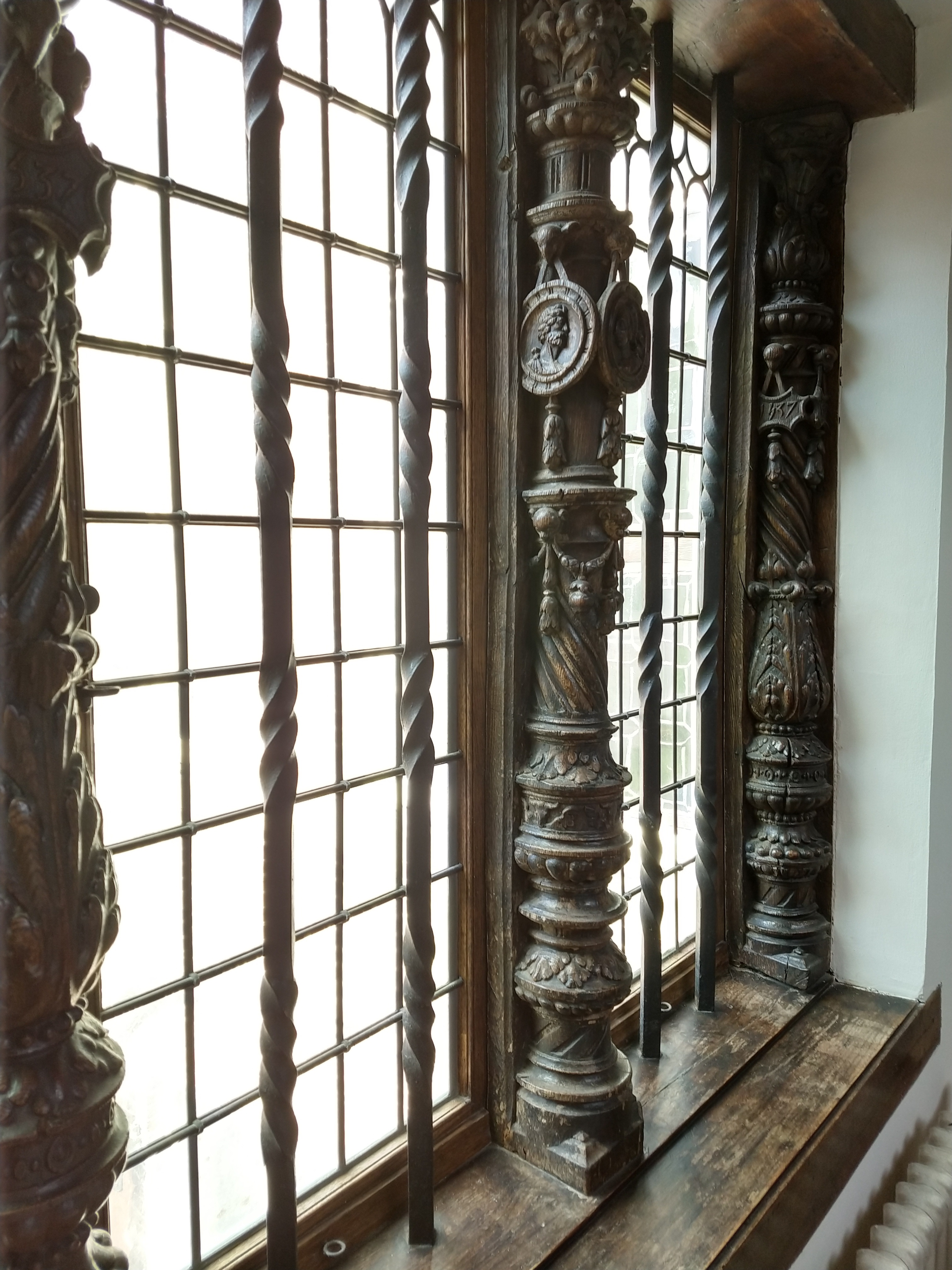
Oud-hollands houtsnijwerk (16e-eeuws) in het huis